# 김창열 (성우)
김창열(1974년 3월 14일 ~ )은 대한민국의 성우이다. 2004년 EBS 20기 공채 성우로 데뷔하였다. 그런데 안타깝게도 2013년에 은퇴한 상태이다.

## 주요 출연작품

### 애니메이션
- 갓슈벨(챔프) - 발트로 / 요리사
- 기가 트라이브(SBS) - 세윤 / 상민 / 몬스터
- 꼬마음악가 모차르트(EBS)
- 꿈을 찍는 이안(EBS) - 제이슨
- 나나(애니원) - 마츠오
- 느낌표 구조대(EBS) - 토니
- 데스노트(애니원) - 경호원4
- 뚝딱뚝딱 밥 아저씨(EBS) - 허비
- 마법의 책과 역사 탐험대(EBS)
- 막내둥이 또또(EBS)
- 명탐정 코난(애니맥스) - 원석 / 정영일 / 강태균
- 미스 스파이더와 개구쟁이들(EBS) - 펠릭스
- 미치코와 핫친(애니박스) - 세우
- 베리 배리 크리스마스(EBS) - 악어 사냥꾼 / TV 해설가
- 아이들이 사는 성(EBS) - '나'편 대뇌요원2, 시각요원 / '답게? 답게!'편 병사1, 왕국어른4 / '네 잘못이 아니야'편 공원 남, 자전거 남
- 아이실드21(챔프) - 데빌배트 / 토카노 쇼조
- 야호 응가네(EBS)
- 우주소녀 푸르나와 바다탐험대(EBS)
- 이상한 나라의 지니(EBS)
- 캣피시 블루스(EBS)
- 코끼리 친구 벤자민(EBS)
- 클라나드(애니박스) - 오카자키 나오유키
- 하얀 물개(EBS) - 사슴
- 호야네 집(EBS) - 산장 주인
- GR 자이언트로보(애니박스) - 사나키

### 애니메이션 영화
- 호박전(EBS) - 맷돌
- 히맨과 쉬라의 비밀의 검(애니박스) - 스켈렉터

### 외화
- 사랑의 마을 에버우드(EBS)

### 영화
- 테이킹 라이브즈(SBS)
- 휴먼 스테인(SBS)

### 게임
- 엘소드 - 크레이지 퍼핏
- 월드 오브 워크래프트